# Jakub Żmidziński
Jakub Wojciech Żmidziński (ur. 1966) – polski literaturoznawca, doktor habilitowany nauk humanistycznych.

## Życiorys
W 1993 r. ukończył studia z zakresu filologii polskiej na Uniwersytecie im. Adama Mickiewicza w Poznaniu, w 2009 r. obronił pracę doktorską pt. Pieniny w literaturze polskiej XIX i XX wieku, której promotorem był prof. Jacek Kolbuszewski, w 2020 r. habilitował się na podstawie pracy zatytułowanej Wzór nieznany. Stanisław Vincenz a muzyka.
Jest pracownikiem naukowym na Uniwersytecie Artystycznym im. Magdaleny Abakanowicz w Poznaniu.